# Inmigración salvadoreña en Guatemala
La inmigración salvadoreña en Guatemala se refiere al asentamiento de personas de El Salvador en Guatemala, ambas naciones ubicadas en América Central.

## Historia
Durante la guerra civil salvadoreña en la década de 1980, América Central experimentó un fenómeno de inmigración interna en la misma región.  
Los salvadoreños, por su parte recibieron más apoyo en Guatemala, aunque este país también sufría en esos momentos una guerra civil. 
Las zonas urbanas como la capital de El Salvador, donde los salvadoreños se establecieron, no se vieron afectadas. A mediados de los años 80, la mitad de los inmigrantes de Guatemala eran de países cercanos, en su mayoría de El Salvador, y en 1981 ya habitaban unos 16.805.  
Cuando las guerras terminaron en la década de 1990, el número de inmigrantes empezó a descender ya que muchos regresaron a su país de origen. 
También hubo guatemaltecos que en ese mismo período abandonaron su tierra y fueron hacia México, aunque para esta reciente década se volvió a manifestar otra diáspora migratoria de salvadoreños hacia este país, que en su mayoría habitan en Ciudad de Guatemala.